# Jim Collins (cầu thủ bóng đá)
Jim Collins (1923–1996) là một cầu thủ bóng đá thi đấu ở vị trí tiền đạo tầm xa ở Football League cho Barrow và Chester.